# Onirismo
Onirismo (do grego oneiros que significa sonho) em medicina se refere a um estado mental que costuma ocorrer em síndromes confusionais e é constituído por um conjunto de alucinações visuais interagindo entre si e com o "sonhador" enquanto este está acordado. É um sintoma de transtornos psicóticos, transtornos degenerativos, mania, abuso de substâncias que tenham efeitos  alucinógenos ou ao menos de prolongada privação de sono (quanto mais, mais provável, começando após 24h acordado).
A confusão entre realidade e sonho é um tema recorrente em diversas peças de teatro, filmes, livros, poesias, quadrinhos, e desenho animados. Frequentemente é interpretado como uma experiência sobrenatural, podendo ser punida ou estimulada socialmente de acordo com a cultura da região e as características peculiares de cada onirismo. O que define um delírio onírico como patológico e precisando de tratamento e/ou não adequado e saudável são a existência de prejuízos ao indivíduo e à sociedade.
O onirismo é tido como técnica usada por artistas do movimento surrealista na arte. Salvador Dalí fazia uso da privação de sono para composição de suas obras.

## Características
As cenas vividas no onirismo, predominantemente expressas em alucinações visuais, podem também acompanhar-se de alucinações tácteis: assim como se passa nos sonhos lúcidos, onde são raras, também, as alucinações auditivas. A pessoa consegue interagir com o onirismo de forma semelhante a que interage com sonhos e pesadelos.
Quando diversas alucinações visuais formam uma história integrada ela pode ser definida como uma cena onírica, ou, quando a história é baseadas em objetos existentes que interagem apenas na percepção distorcida pelo sujeito ela pode ser definida como delírio onírico. A diferença entre delírio onírico e alucinação onírica é que o delírio é desencadeado por um estímulo perceptível objetivamente (como ver um objeto imóvel se movendo) enquanto a alucinação não tem base na realidade objetiva (como ver objetos imaginários).
Essas percepções distorcidas geralmente ocorrem em um estado alterado de consciência, com confusão mental, reflexos lentos, percepções e processos de orientação e de identificação, do que resulta em dificuldades no processamento cognitivo.
Quando é causada por abstinência de uma droga é chamada de Delirium tremens.

### Onirismo e religião
Existe uma forte associação entre delírios e religião em todo o mundo. No Brasil os índices de delírios religiosos estão entre 15% e 33%. Os delírios religiosos costumavam ser mais incapacitantes, mais frequentes, mais graves, mais bizarros, possuem menor adesão pelo paciente ao tratamento médico e psicológico e necessitavam de mais medicamentos.
Pacientes que relataram estar curados através de religião tiveram maior frequência de recaída que os outros pacientes. Pacientes que passaram por exorcismo ou feitiçaria tiveram novos episódios com quatro vezes mais frequência. 
Pierre (2001) defende que, para que as crenças ou as experiências religiosas sejam patológicas, elas precisam causar prejuízos significativos a própria pessoa ou a outros. Se o desempenho social ou funcional não for prejudicado e não houver sofrimento psicológico nem causar danos ao organismo, então a crença ou experiência religiosa não é considerada patológica. É possível até que a religião ajude como enfrentamento de um evento estressante se focalizado no controle das emoções desagradáveis. E é a gravidade do prejuízo e do risco para si mesmo e para os outros que vai determinar se e como deve ser feito o tratamento.

## Causas
As principais causas são as psicoses, intoxicações (como por alcoolismo e de outras toxicomanias), demências (como Alzheimer, Demência vascular, Mal de Parkinson), epilepsia, transtornos neurológicos ou mesmo circulatórios (como hemorragias), febre alta, trauma cerebral e outros. 
O excesso de estimulação neurológica nas áreas responsáveis pela percepção pela dopamina está associado a delírios e alucinações. Uma importante característica do onirismo é o isomorfismo: a forte relação entre o conteúdo do sonho e os atos motores encenados pelo paciente e observados pelos outros. Por isso, é provável que o tronco cerebral tenha um papel importante na geração dos sonhos e dos atos
motores encenados. O tronco cerebral possui centros integrados de motricidade capazes de gerar comportamentos motores. A hipótese mais provável é que o centro integrado de motricidade está gerando uma co-ativação ascendente dos córtex e sonhos e ativação descendente
do onirismo. Isso indica um mecanismo etiopatogênico em comum entre sonhos e onirismo.

## Tratamento
O tratamento do onirismo reduz-se, de um modo geral, ao tratamento das suas afecções causadoras, sendo necessário diferenciar a sua origem como neurótica (mais branda e racional, mantendo o funcionamento social do indivíduo) ou psicose (mais extraordinária, seguindo uma lógica bastante pessoal). No caso de transtorno psicótico pode ser necessário o uso de antipsicóticos e acompanhamento a longo prazo para segurança do próprio paciente e das pessoas que estiverem próximas. Recomenda-se acompanhamento psicológico principalmente quando é resultado de comportamentos (como se recusar a dormir, ou usar drogas...).